# Pyramide Zakromans
Pyramide Zakromans was een reeks pockets die verscheen in 1949 en 1950 bij Uitgeverij De Driehoek in 's-Graveland. Het is een mengeling van detectives en thrillers (rode rand) en serieuze romans (gele rand). Verder verschenen vijf deeltjes non-fictie (groene rand) en zeven jeugdboekjes (blauwe rand). De vormgeving van de omslagen was geïnspireerd op de in die jaren verschijnende  pocketreeksen in de Verenigde Staten en Groot-Brittannië. De Nederlandse omslagen werden ontworpen door Ben Mohr en later door Guust Hens.

## Titels van de verschenen pockets
Pyramide Zakromans
- 1. John Greasy: Het dal der verschrikking
- 2. Norman Deane: De lamme
- 3. Margot Bennett: Waar bleef het visje ?
- 4. Mary Collins: De mist komt op
- 5. Claude Houghton: De dodende droom
- 6. Stijn Streuvels: Langs de wegen
- 7. John Creasy: Radium
- 8. Phyllis Bottome: Puinpiraatjes
- 9. Michael Halliday: Help de moordenaar !
- 10. Dorothy Sayers: Smaad
- 11. F. Bordewijk: Zwanenpolder
- 12. Showell Styles: Het zwarte kasteel
- 13. Francis Brett Young: De heerser in huis
- 14. Norman Deane: Ik ben de lamme
- 15. W. Somerset Maugham: Op het scherp van de snede
- 16. Arthur van Schendel: Een eiland in de Zuidzee
- 17. Jef Last: Schuim op de kust
- 18. Johan Luger: Mannen in katoen
- 19. Ngaio Marsh: Dood in extase
- 20. Ellery Queen: De tiendedags vlieg
- 21. Erle Stanley Gardner: Het mysterieuze lokaas

Koningspyramide (non-fictie)
- 101 K. J. Blankers/A. Van Leeuwen: Fanny
- 102 K. Bob Wallagh: Hoe zit dat
- 103 K. Pannasie: Hot Jazz en Swing
- 104 K. Jan van den Bergh: Het leven van Gerrit Schulte
- 105 K. B. Spock: Baby- en kleuterverzorging

Pyramide Jeugdromans
- 1 J. Bernice Bryant: Trudy's moeilijke jaar
- 2 J. Torsten Scheutz: Rimboe avonturen van vlieger Kid
- 3 J. Max van Amstel: Het eiland van Dr. Morckisz
- 4 J. Ethel Wolverton: Het geheim van de dode stad
- 5 J. Jules Verne: Meester der wereld
- 6 J. Ruby Redford: Het geheim van de baai
- 7 J. Truida Kok: Sylvia onder de mensen